# Makowe wzgórze
Makowe wzgórze (jap. コクリコ坂から Kokuriko-zaka kara) – japoński pełnometrażowy film animowany z 2011 roku, wyprodukowany przez Studio Ghibli. Był najbardziej dochodowym japońskim filmem 2011 roku pod względem wpływów z wyświetlania w kinach w tym kraju. Stanowi ekranizację mangi o tym samym tytule, której rysownikiem był Chizuru Takahashi, a scenarzystą Tetsurō Sayama. Adaptacji scenariuszowej dokonali Hayao Miyazaki i Keiko Niwa, zaś reżyserem filmu był Gorō Miyazaki.

## Opis fabuły
Akcja filmu rozgrywa się w Jokohamie w 1963 roku. W Japonii kończy się właśnie okres powojennej odbudowy, trwa gwałtowna industrializacja, zaś kraj żyje przygotowaniami do igrzysk w Tokio, które mają pokazać światu "nową" Japonię. Główną bohaterką jest 16-letnia Umi Matsuzaki. Jej ojciec był oficerem marynarki handlowej i zginął, gdy jego statek został zatopiony podczas wojny koreańskiej. Umi nigdy nie pogodziła się do końca z tą stratą i codziennie wywiesza na maszcie przed ich wielkim domem, położonym na wzgórzu nad portem, flagi sygnałowe, których znaczenia nauczył ją ojciec. Tymczasem jej matka, z zawodu lekarka, pozostaje w Stanach Zjednoczonych, zaś na Umi spoczywa odpowiedzialność za prowadzenie domu, w którym oprócz niej i dwójki jej młodszego rodzeństwa mieszka jeszcze babcia oraz wynajmujące u nich pokoje młoda lekarka i studentka malarstwa.
Któregoś dnia wywieszane przez Umi flagi dostrzega nieznany jej dotąd Shun, chodzący do tej samej szkoły, którego ojciec jest operatorem holownika i codziennie "podwozi" nim syna do szkoły przez wody portu. Shun pisze wiersz o dziewczynie wywieszającej flagi i publikuje go w szkolnej gazecie, co z miejsca staje się lokalną sensacją. Gdy oboje wreszcie się poznają, szybko rodzi się między nimi nić sympatii. Na przeszkodzie ich rodzącemu się uczuciu stają jednak skrywane dotąd fakty z przeszłości, związane z bliską przyjaźnią ich ojców. Drugim wątkiem filmu, rozgrywającym się równolegle, jest walka młodzieży o zachowanie starego gmaszyska, będącego siedzibą rozmaitych uczniowskich klubów zainteresowań, które władze szkoły planują wyburzyć. 

## Obsada (oryginalnydubbingjapoński)
- Masami Nagasawa – Umi
- Junichi Okada – Shun
- Shunsuke Kazama – Shirō, przyjaciel Shuna i szef samorządu uczniowskiego
- Jun Fubuki – matka Umi
- Keiko Takeshita – babcia Umi
- Yuriko Ishida – Miki, młoda lekarka wynajmująca pokój w domu Umi
- Haruka Shiraishi – Sora, młodsza siostra Umi
- Tsubasa Kobayashi – Riku, młodszy brat Umi
- Rumi Hiiragi – Sachiko, studentka malarstwa wynajmująca pokój w domu Umi
- Teruyuki Kagawa – Pan Tokumaru, przedsiębiorca finansujący szkołę bohaterów
- Nao Omori – ojciec Shuna

## Muzyka
Choć muzyka pojawiająca się w filmie jest stylizowana na tę z wczesnych lat 60., gdy rozgrywa się akcja, większość utworów została napisana specjalnie na potrzeby filmu. Kompozytorem był Satoshi Takebe. Jedynym wykorzystanym autentycznym utworem z tego okresu jest Ue o Muite Arukō, znana też jako Sukiyaki - piosenka, która w 1961 była wielkim hitem w Japonii, zaś w 1963 została wydana w krajach anglojęzycznych i stała się jedynym nagranym w języku japońskim utworem, który znalazł się na liście przebojów Billboard Hot 100.

## Nagrody
Film otrzymał Nagrodę Japońskiej Akademii Filmowej za rok 2011 w kategorii Najlepszy Film Animowany. 